# Campionato NEVZA maschile Under-19
Il campionato NEVZA maschile Under-19 è una competizione pallavolistica per squadre nazionali dell'Europa settentrionale, riservata a giocatori con un'età inferiore di 19 anni, organizzata con cadenza annuale dalla NEVZA.

## Edizioni
| 2004 Dettagli | Svezia    | Danimarca     | Svezia        | Norvegia      |               |               |
| 2005 Dettagli | Norvegia  | Danimarca     | Svezia        | Norvegia      |               |               |
| 2006-09       | -         | Non disputato | Non disputato | Non disputato | Non disputato | Non disputato |
| 2010 Dettagli | ?         | Finlandia     | Norvegia      | Svezia        |               |               |
| 2011 Dettagli | ?         | Danimarca     | Norvegia      | Fær Øer       |               |               |
| 2012 Dettagli | ?         | Norvegia      | Danimarca     | Fær Øer       |               |               |
| 2013 Dettagli | ?         | Norvegia      | Svezia        | Danimarca     |               |               |
| 2014 Dettagli | ?         | Norvegia      | Danimarca     | Svezia        |               |               |
| 2015 Dettagli | Danimarca | Danimarca     | Svezia        | Regno Unito   |               |               |
| 2016 Dettagli | ?         | Danimarca     | Svezia        | Norvegia      |               |               |
| 2017 Dettagli | ?         | Svezia        | Danimarca     | Norvegia      |               |               |
| 2018 Dettagli | ?         | Svezia        | Norvegia      | Danimarca     |               |               |
| 2019 Dettagli | Finlandia | Finlandia     | Svezia        | Norvegia      |               |               |
| 2020          | -         | Non disputato | Non disputato | Non disputato | Non disputato |               |
| 2021 Dettagli | Finlandia | Danimarca     | Finlandia     | Svezia        |               |               |
| 2022 Dettagli | Finlandia | Svezia        | Danimarca     | Norvegia      |               |               |

## Medagliere
| Pos. | Squadra     | 1º posto | 2º posto | 3º posto | Totale |
| ---- | ----------- | -------- | -------- | -------- | ------ |
| 1    | Danimarca   | 6        | 4        | 2        | 12     |
| 2    | Svezia      | 3        | 6        | 3        | 12     |
| 3    | Norvegia    | 3        | 3        | 6        | 12     |
| 4    | Finlandia   | 2        | 1        | -        | 3      |
| 5    | Fær Øer     | -        | -        | 2        | 2      |
| 6    | Regno Unito | -        | -        | 1        | 1      |